# Ajahn Sundara

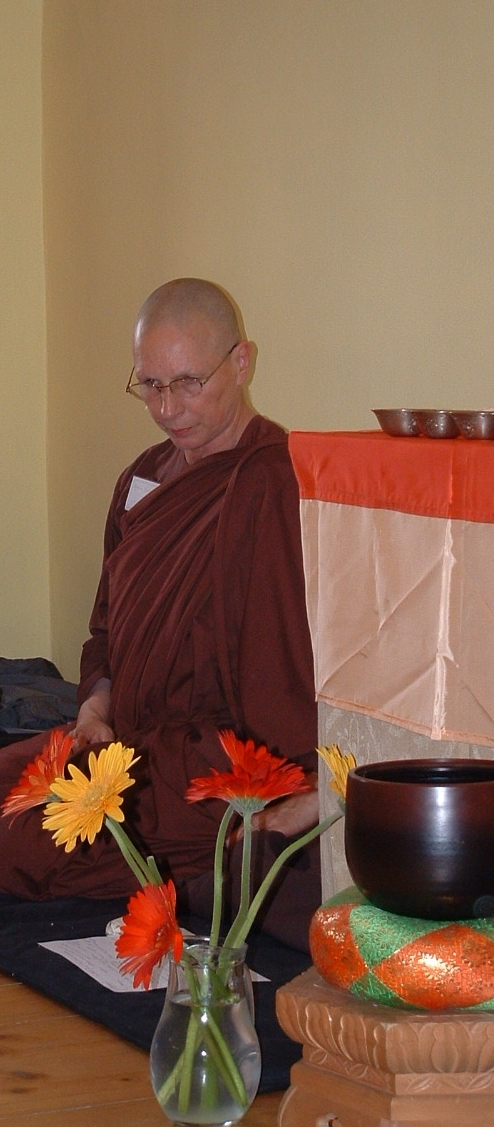
Ajahn Sundara

Ajahn Sundara (* 1946 in Frankreich) ist eine buddhistische Nonne in der thailändischen Waldtradition von Ajahn Chah. Ajahn steht in ihrem Namen für thailändisch Lehrer.
Sie studierte zeitgenössischen Tanz und arbeitete als Tänzerin und Tanzlehrerin bis zu ihren frühen Dreißigern, als sie die Gelegenheit hatte, Ajahn Sumedho in England zu treffen und an einem seiner Dhamma-Vorträge und anschließend an einem Retreat teilzunehmen. Sie war eine der ersten vier Frauen, die 1979 von Ajahn Sumedho als Anagārikā (Novizin mit acht Gelübden) und 1983 als Sīladhārā mit zehn Gelübden ordiniert wurden. Nachdem Ajahn Sundara im buddhistischen Kloster Chithurst in England gelebt hatte, zog sie 1984 in das buddhistische Kloster Amaravati und war maßgeblich an der Gründung der dortigen Nonnengemeinschaft beteiligt. Mitte der 1990er Jahre ging sie nach Thailand, wo sie mehr als zwei Jahre verbrachte, hauptsächlich in Retreats in Waldklöstern. Sie unterrichtet und leitet seit vielen Jahren Retreats in Europa und Nordamerika. Derzeit lebt sie im buddhistischen Kloster Amaravati, dessen Geschichte und Bedeutung für Frauen im Buddhismus sie in dem Buchkapitel „The Theravada Sangha Goes West: The Story of Amaravati“ aufgezeichnet hat.

## Veröffentlichungen
- Friends on the Path. (zusammen mit Ajahn Candasiri), 2011, ISBN 978-1-870205-24-5
- The Body. (zusammen mit Ajahn Candasir und Ajahni Metta) 2013, ISBN 978-1-870205-72-6
- Walking the World. 2014, ISBN 9781870205917.
- Seeds of Dharma. Amaravati Publications 2016, S. 1–94, ISBN 978-1-78432-046-1
- Paccuppanna: The Present Moment. Amaravati Publications 2017, S. 1–78, ISBN 978-1-78432-079-9